# Małkinia Górna

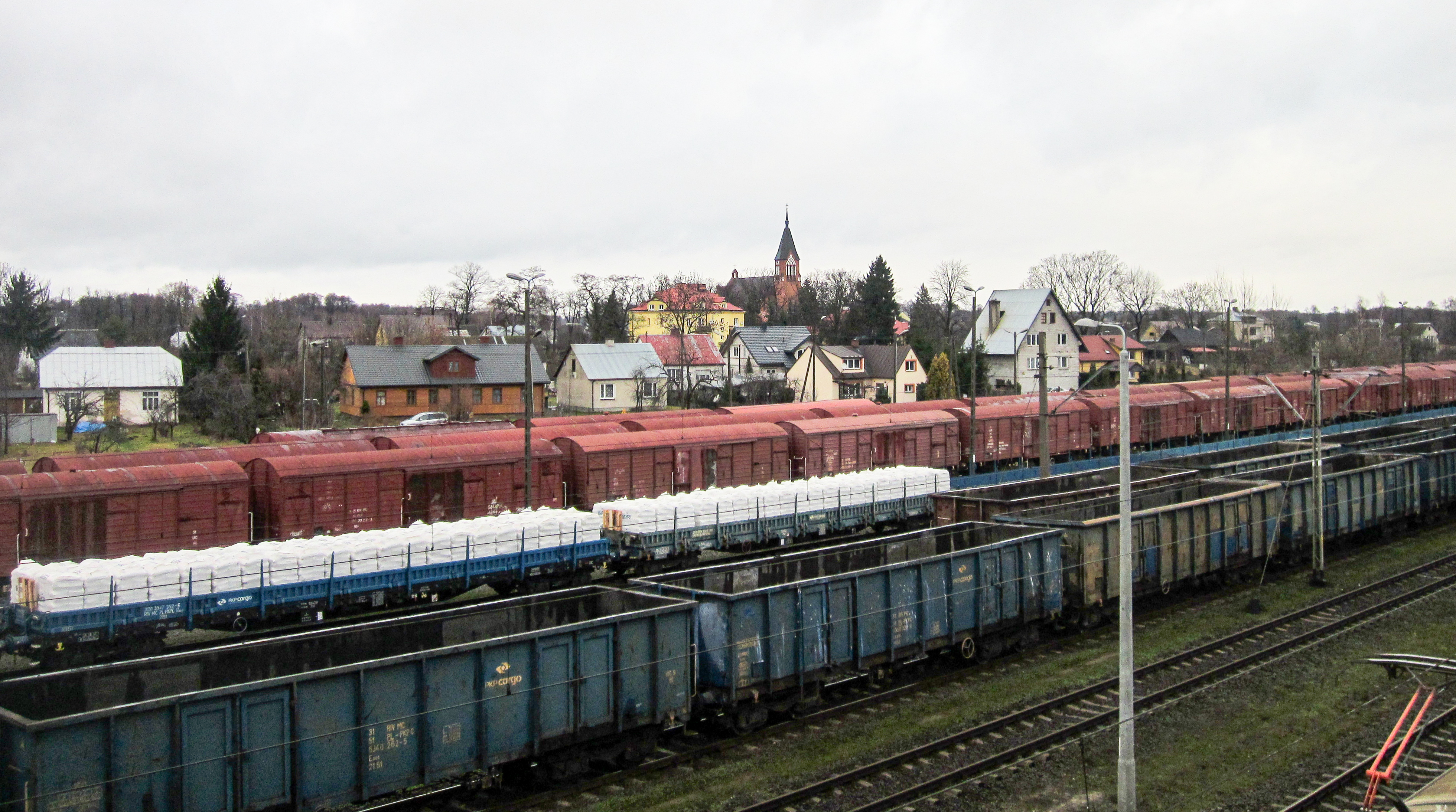
Stationsområdet med byn i bakgrunden

Małkinia Górnas vapen.

Małkinia Górna är en by i Masoviens vojvodskap i östra Polen. Det nazistiska förintelselägret Treblinka var beläget i närheten av Małkinia Górna.